# 男寺黨

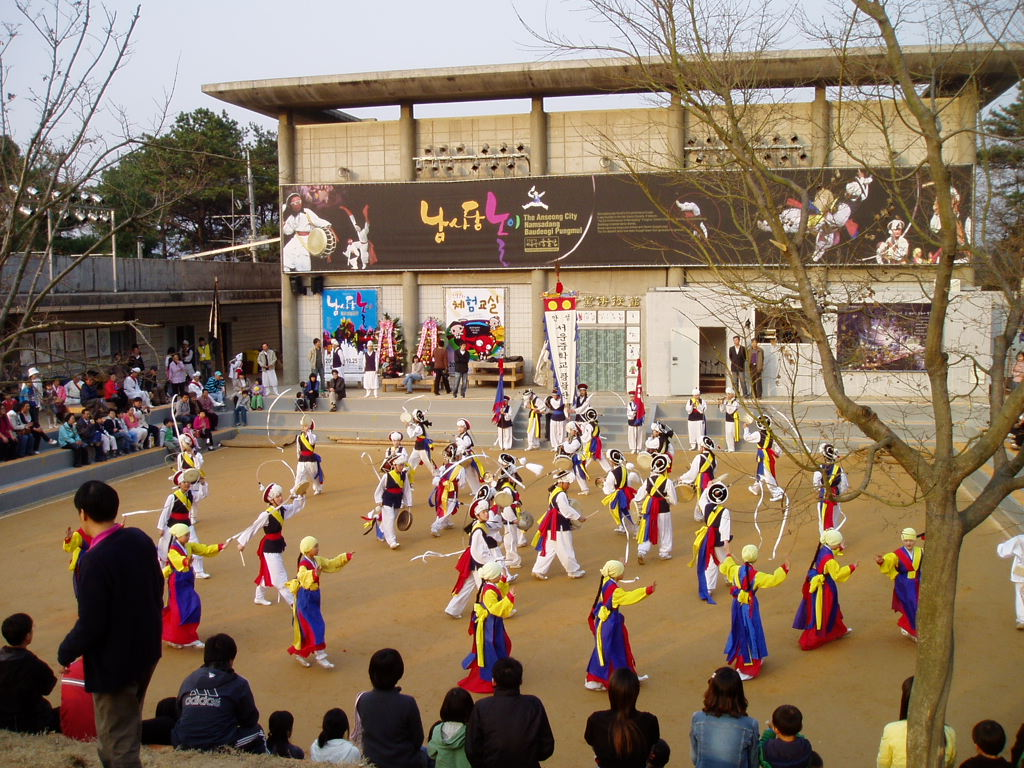

男寺黨，是朝鮮半島傳統男性流浪跳舞藝人的稱呼。

## 概説
男寺黨一般數十人一團，在朝鮮半島各地旅行，並在農村留宿。他們一般表演農樂、假面劇、傀儡戲，内容一般祈願村的發展和人的健康，這些人叫男寺黨是因為他們經常以寺院修補為由向人募捐賺取收入，也以寺院附近為活動中心。
他們在朝鲜王朝屬賤民中的八般私賤，構成員為普通男人，後期有少數女性加入。通常男孩4歲加入男寺黨，22岁離開。
男寺黨一般由團長、副團長、組長、演員、元老组成。
朝鮮王朝時代的男寺黨在日本統治下逐漸消失，在1964年成為重要無形文化遺産第3号。
目前男寺黨在韓國多做為民間藝術表演性質以藉此吸引外國觀光客而復甦。